# Saw (Filmreihe)

Logo der Saw-Filmreihe (ab Saw 3)

Saw (dt. Säge) ist eine US-amerikanische Horror-Thriller-Splatter-Filmreihe, zu der zwischen 2004 und 2023 von Lions Gate Entertainment insgesamt zehn Filme veröffentlicht wurden. Die ersten sieben Teile erschienen jährlich von 2004 bis 2010. Ein achter Teil mit dem Titel Jigsaw folgte 2017; ein Spin-off mit dem Titel Saw: Spiral erschien 2021 in den Kinos. Der zehnte Film Saw X kam Ende September 2023 in die US-amerikanischen Kinos. In den Vereinigten Staaten starteten die ersten acht Filme jeweils jährlich am Freitag vor Halloween.

## Handlung
Die Ursprünge von Saw werden im vierten Teil der Reihe beleuchtet:
Das Leben von John Kramer könnte nicht besser laufen. Er ist erfolgreicher Bauingenieur, hochintelligent und zudem auch ein hingebungsvoller Ehemann. Seine Frau Jill Tuck leitet eine Reha-Klinik für Drogenabhängige und erwartet ein Kind mit ihm.
Doch dann ändert sich sein Leben dramatisch. Durch einen Zwischenfall in der Drogenklinik mit einem Patienten verliert Jill das gemeinsame Kind. Später erfährt man, dass auch Amanda Young (das erste „Opfer“ und spätere Komplizin von Jigsaw) eine Rolle bei diesem Vorfall gespielt hat. John distanziert sich daraufhin, völlig am Ende, von seinen Freunden und seiner Frau. Schließlich trennen sich die beiden.
Später erfährt John, dass er an einem unheilbaren krebsbedingten Gehirntumor (Glioblastoma multiforme) erkrankt ist. Nach und nach kommt er zu der Erkenntnis, dass die meisten Menschen ihr Leben nicht schätzen und es völlig sinnlos verschwenden. Von dieser Gewissheit geplagt, entscheidet er sich für den Freitod und fährt mit seinem Auto über eine Klippe. Wie durch ein Wunder überlebt er. Von nun an ändert sich seine Lebenseinstellung dramatisch. Er hat nun die Vorstellung, dass bestimmte Menschen den Wert des Lebens nur schätzen lernen, wenn sie an der Schwelle des Todes stehen und ihr Wille zu überleben „getestet“ wird. Er entwirft daraufhin Foltermaschinen, in denen ausgewählte Personen „getestet“ werden und selbst entscheiden: Leben oder sterben. Die Medien geben ihm den Namen „Jigsaw“, da er allen Opfern, die seine Tests nicht überleben, ein Puzzle-Stück aus der Haut schneidet. All jenen fehlt laut John der Überlebensinstinkt. Nach einem seiner ersten „Spiele“ mit mehreren Testpersonen rekrutiert John seinen ersten Gehilfen Logan Nelson, welcher ihm bei der Konstruktion seiner ersten Fallen hilft. Als John sich durch die Verschlechterung seines gesundheitlichen Zustandes nach neuen Heilmethoden umsieht, stößt er auf eine dubiose Ärztin, die in Mexiko eine vermeintlich erfolgversprechende Krebstherapie anbietet. In seiner Verzweiflung lässt John sich auf diese Behandlung ein, woraufhin er jedoch später erfahren muss, dass er Opfer eines Betrugs geworden ist, und die versprochene Genesung nur ein Schwindel der trügerischen Ärzte war. Auf dieses Ereignis hin, entführt John gemeinsam mit seiner Helferin Amanda die Mitglieder der Betrügerbande und testet diese in einer Reihe tückischer Spiele.
Später, nach dem Tod Johns und Amandas im dritten bzw. vierten Teil (welche parallel zueinander spielen), stellt sich heraus, dass Detective Mark Hoffman als Komplize und Nachfolger sein Werk weiterführt, nachdem dieser am Anfang den Mörder seiner Schwester in einer Jigsaw-Falle hat sterben lassen und er anschließend von John als Komplize aufgenommen wurde. Da jedoch das FBI und auch die Polizei immer näher an ihn herankommen, bringt er die Hauptverantwortlichen um, ohne den Überlebenswillen der „Objekte“ zu testen. Doch nachdem Johns Ex-Frau Jill im sechsten Teil ihn, aufgrund des letzten Willens von John, selbst in eine tödliche Situation bringt, welche er jedoch überlebt, sorgt er dafür, dass Jill stirbt. Doch der letzte Komplize Jigsaws, Dr. Gordon, welcher selbst eine Falle im ersten Film überlebte, wurde bereits von John vorgewarnt, dass, falls Jill etwas passieren sollte, er Hoffman an den Ort bringen solle, der für ihn „wohl der wichtigste sein dürfte“, das Badezimmer aus dem ersten Saw-Film. Dr. Gordon lässt Hoffman nun mit den Worten „Game Over“ in dem Badezimmer zurück. 10 Jahre nach dem Tod von John Kramer führt sein erster Schüler Logan Nelson das Werk seines Mentors fort und wiederholt Jigsaws erstes Spiel. Wieder etwas weiter in der Zukunft wird die Stadt erneut von den Spielen des sadistischen Killers William Schenk in Angst und Schrecken versetzt, die denen von Kramer erschreckend ähnlich sehen. Dieser Jigsaw-Nachahmer hat es diesmal besonders auf korrupte Polizeibeamte abgesehen und nach und nach finden sich zahlreiche Polizisten mit einer schmutzigen Vergangenheit in den tödlichen Fallen des Killers wieder. Inspiriert von dem Wirken Jigsaws vollstreckt sein Nachahmer mit seinen Spielen Rache an den Menschen, die in seiner Kindheit verantwortlich für den Mord an seinem Vater waren.

## Überblick
| Jahr | Titel               | Regie                     | Drehbuch                             | Geschichte                                     | Produzenten                                |
| ---- | ------------------- | ------------------------- | ------------------------------------ | ---------------------------------------------- | ------------------------------------------ |
| 2004 | Saw                 | James Wan                 | Leigh Whannell                       | Leigh Whannell & James Wan                     | Gregg Hoffman, 1 Oren Koules und Mark Burg |
| 2005 | Saw II              | Darren Lynn Bousman       | Leigh Whannell & Darren Lynn Bousman | Leigh Whannell & Darren Lynn Bousman           | Gregg Hoffman, 1 Oren Koules und Mark Burg |
| 2006 | Saw III             | Darren Lynn Bousman       | Leigh Whannell                       | Leigh Whannell & James Wan                     | Oren Koules und Mark Burg                  |
| 2007 | Saw IV              | Darren Lynn Bousman       | Patrick Melton & Marcus Dunstan      | Patrick Melton, Marcus Dunstan & Thomas Fenton | Oren Koules und Mark Burg                  |
| 2008 | Saw V               | David Hackl               | Patrick Melton & Marcus Dunstan      | Patrick Melton & Marcus Dunstan                | Oren Koules und Mark Burg                  |
| 2009 | Saw VI              | Kevin Greutert            | Patrick Melton & Marcus Dunstan      | Patrick Melton & Marcus Dunstan                | Oren Koules und Mark Burg                  |
| 2010 | Saw 3D – Vollendung | Kevin Greutert            | Patrick Melton & Marcus Dunstan      | Patrick Melton & Marcus Dunstan                | Oren Koules und Mark Burg                  |
| 2017 | Jigsaw              | Peter und Michael Spierig | Josh Stolberg & Pete Goldfinger      | Josh Stolberg & Pete Goldfinger                | Oren Koules und Mark Burg                  |
| 2021 | Saw: Spiral         | Darren Lynn Bousman       | Josh Stolberg & Pete Goldfinger      | Josh Stolberg & Pete Goldfinger                | Oren Koules und Mark Burg                  |
| 2023 | Saw X               | Kevin Greutert            | Josh Stolberg & Pete Goldfinger      | Josh Stolberg & Pete Goldfinger                | Oren Koules und Mark Burg                  |

## Darsteller
In den Filmen der Saw-Reihe tauchen immer wieder Personen aus älteren Filmen auf, die bereits tot waren oder nicht weiter erwähnt wurden (wie Dr. Gordon nach dem ersten Teil). Dies wird meist durch Rückblenden bewerkstelligt (wie z. B. bei Jigsaw, der bereits im dritten Film getötet wird, aber dennoch weiterhin in jedem Film zu sehen ist).
| Charakter                                                                                   | Synchronsprecher         | Saw (2004)     | Saw II (2005)      | Saw III (2006)  | Saw IV (2007)      | Saw V (2008)       | Saw VI (2009)   | Saw 3D (2010)    | Jigsaw (2017) | Saw: Spiral (2021) | Saw X (2023)      |
| ------------------------------------------------------------------------------------------- | ------------------------ | -------------- | ------------------ | --------------- | ------------------ | ------------------ | --------------- | ---------------- | ------------- | ------------------ | ----------------- |
| John KramerJigsaw                                                                           | Bodo Wolf                | Tobin Bell     | Tobin Bell         | Tobin Bell      | Tobin Bell         | Tobin Bell         | Tobin Bell      | Tobin Bell       | Tobin Bell    | Tobin Bell a       | Tobin Bell        |
| Amanda Young                                                                                | Gundi Eberhard           | Shawnee Smith  | Shawnee Smith      | Shawnee Smith   | Shawnee Smith      | Shawnee Smith      | Shawnee Smith   | Shawnee Smith    |               |                    | Shawnee Smith     |
| Jill Tuck                                                                                   | Isabella Grothe          |                |                    | Betsy Russell   | Betsy Russell      | Betsy Russell      | Betsy Russell   | Betsy Russell    |               |                    |                   |
| Mark Hoffman                                                                                | Thomas Nero Wolff        |                |                    | Costas Mandylor | Costas Mandylor    | Costas Mandylor    | Costas Mandylor | Costas Mandylor  |               |                    | Costas Mandylor c |
| Dr. Lawrence Gordon                                                                         | Viktor Neumann           | Cary Elwes     |                    |                 |                    |                    |                 | Cary Elwes       |               |                    |                   |
| Detective David Tapp                                                                        | Engelbert von Nordhausen | Danny Glover   |                    | Danny Glover a  |                    | Danny Glover a     |                 | Danny Glover a   |               |                    |                   |
| Allison Kerry                                                                               | Cathrin Vaessen          | Dina Meyer     | Dina Meyer         | Dina Meyer      | Dina Meyer         |                    |                 |                  |               |                    |                   |
| Adam Stanheight                                                                             | Kim Hasper               | Leigh Whannell | Leigh Whannell     | Leigh Whannell  |                    |                    |                 | Leigh Whannell a |               |                    |                   |
| Paul Leahy                                                                                  | Lutz Schnell             | Mike Butters   |                    | Mike Butters    | Mike Butters       | Mike Butters       | Mike Butters    |                  |               |                    |                   |
| Eric Matthews                                                                               | Torsten Michaelis        |                | Donnie Wahlberg    | Donnie Wahlberg | Donnie Wahlberg    | Donnie Wahlberg    |                 |                  |               |                    |                   |
| Daniel Rigg                                                                                 | Jan-David Rönfeldt       |                | Lyriq Bent         | Lyriq Bent      | Lyriq Bent         | Lyriq Bent         |                 |                  |               |                    |                   |
| Obadiah „Obi“ Gee                                                                           | Udo Schenk               |                | Tim Burd           | Tim Burd        |                    | Tim Burd           |                 |                  |               | Tim Burd a         |                   |
| Xavier Chavez                                                                               | Olaf Reichmann           |                | Franky G           | Franky G a      |                    |                    |                 | Franky G a       |               |                    |                   |
| Addison Corday                                                                              | Ghadah Al-Akel           |                | Emmanuelle Vaugier |                 | Emmanuelle Vaugier | Emmanuelle Vaugier |                 |                  |               |                    |                   |
| Gus Colrand                                                                                 | Jörg Hengstler           |                | Tony Nappo         |                 | Tony Nappo         | Tony Nappo         |                 |                  |               |                    |                   |
| Peter Strahm                                                                                | Oliver Siebeck           |                |                    |                 | Scott Patterson    | Scott Patterson    | Scott Patterson |                  |               |                    |                   |
| Lindsay Perez                                                                               | Ranja Bonalana           |                |                    |                 | Athena Karkanis    | Athena Karkanis    | Athena Karkanis |                  |               |                    |                   |
| Dr. Lynn Denlon                                                                             | Cathlen Gawlich          |                |                    | Bahar Soomekh   | Bahar Soomekh      | Bahar Soomekh a    | Bahar Soomekh a |                  |               |                    |                   |
| Jeff Denlon                                                                                 | Wolfgang Wagner          |                |                    | Angus Macfadyen | Angus Macfadyen    | Angus Macfadyen    | Angus Macfadyen |                  |               |                    |                   |
| Corbett Denlon                                                                              | Jamie Lee Blank          |                |                    | Niamh Wilson    |                    | Niamh Wilson       | Niamh Wilson    |                  |               |                    |                   |
| Dan Erickson                                                                                | Klaus-Dieter Klebsch     |                |                    |                 |                    | Mark Rolston       | Mark Rolston    |                  |               |                    |                   |
| Detective Ezekiel Banks                                                                     | Oliver Rohrbeck          |                |                    |                 |                    |                    |                 |                  |               | Chris Rock         |                   |
| Marcus Banks                                                                                | Engelbert von Nordhausen |                |                    |                 |                    |                    |                 |                  |               | Samuel L. Jackson  |                   |
| William Schenk                                                                              | Nico Sablik              |                |                    |                 |                    |                    |                 |                  |               | Max Minghella      |                   |
| Legende a Der Schauspieler war ausschließlich in Archivmaterial zu sehen. c Cameo-Auftritt. |                          |                |                    |                 |                    |                    |                 |                  |               |                    |                   |

## Rezeption

### Einspielergebnisse
| Film                               | Veröffentlichung (USA)             | Einspielergebnisse in US-$ | Einspielergebnisse in US-$ | Budget in US-$ | Quelle        |
| Film                               | Veröffentlichung (USA)             | USA                        | Weltweit                   | Budget in US-$ | Quelle        |
| ---------------------------------- | ---------------------------------- | -------------------------- | -------------------------- | -------------- | ------------- |
| Saw                                | 29. Oktober 2004                   | 055,2 Mio.                 | 0103,1 Mio.                | 01,2 Mio.      | [ 1 ]         |
| Saw II                             | 28. Oktober 2005                   | 087,0 Mio.                 | 0147,7 Mio.                | 04,0 Mio.      | [ 2 ] [ 3 ]   |
| Saw III                            | 27. Oktober 2006                   | 080,2 Mio.                 | 0164,9 Mio.                | 10,0 Mio.      | [ 4 ]         |
| Saw IV                             | 26. Oktober 2007                   | 063,3 Mio.                 | 0139,4 Mio.                | 10,0 Mio.      | [ 5 ]         |
| Saw V                              | 24. Oktober 2008                   | 056,7 Mio.                 | 0113,9 Mio.                | 10,8 Mio.      | [ 6 ]         |
| Saw VI                             | 23. Oktober 2009                   | 027,7 Mio.                 | 0067,9 Mio.                | 11,0 Mio.      | [ 7 ] [ 8 ]   |
| Saw 3D – Vollendung                | 21. Oktober 2010                   | 045,7 Mio.                 | 0130,2 Mio.                | 17,0 Mio.      | [ 9 ]         |
| Jigsaw                             | 26. Oktober 2017                   | 038,1 Mio.                 | 0103,0 Mio.                | 10,0 Mio.      | [ 10 ]        |
| Saw: Spiral                        | 16. September 2021                 | 023,2 Mio.                 | 0040,6 Mio.                | 20,0 Mio.      | [ 11 ] [ 12 ] |
| Saw X                              | 29. September 2023                 | 053,6 Mio.                 | 00107,6 Mio.               | 13,0 Mio.      | [ 13 ]        |
| Gesamt (Stand: 13. Dezember 2023): | Gesamt (Stand: 13. Dezember 2023): | 542,66 Mio.                | 1.096,06 Mio.              | 107 Mio.       | [ 14 ]        |

### Kritiken
Stand: 24. Oktober 2023
| Film                | Rotten Tomatoes     | Metacritic       | IMDb                      |
| ------------------- | ------------------- | ---------------- | ------------------------- |
| Saw                 | 50 % (193 Kritiken) | 46 (32 Kritiken) | 7,6 (452.241 Bewertungen) |
| Saw II              | 37 % (124 Kritiken) | 40 (28 Kritiken) | 6,6 (269.204 Bewertungen) |
| Saw III             | 29 % (95 Kritiken)0 | 48 (16 Kritiken) | 6,2 (206.526 Bewertungen) |
| Saw IV              | 18 % (84 Kritiken)0 | 36 (16 Kritiken) | 5,9 (160.312 Bewertungen) |
| Saw V               | 13 % (77 Kritiken)0 | 20 (13 Kritiken) | 5,8 (133.458 Bewertungen) |
| Saw VI              | 39 % (75 Kritiken)0 | 30 (12 Kritiken) | 6,0 (120.952 Bewertungen) |
| Saw 3D – Vollendung | 09 % (82 Kritiken)0 | 24 (17 Kritiken) | 5,5 (106.004 Bewertungen) |
| Jigsaw              | 32 % (88 Kritiken)0 | 39 (18 Kritiken) | 5,7 (88.027 Bewertungen)0 |
| Saw: Spiral         | 37 % (231 Kritiken) | 40 (33 Kritiken) | 5,2 (63.657 Bewertungen)0 |
| Saw X               | 80 % (151 Kritiken) | 60 (24 Kritiken) | 6,9 (30.980 Bewertungen)0 |

## Hintergründe
Die Filmreihe basiert auf einem gleichnamigen, ca. zehnminütigen Kurzfilm aus dem Jahr 2003 (Regie und Schnitt: James Wan; Buch und Hauptdarsteller: Leigh Whannell).
Der Kurzfilm war hauptsächlich dazu gedacht, Schauspieler und Studios für einen abendfüllenden Film nach diesem Konzept zu werben, welches schließlich von Lionsgate umgesetzt wurde. Saw IV und Saw V kamen unter die Top 10 der erfolgreichsten Filme von Lionsgate, Saw II, Saw III und Saw 3D – Vollendung sogar unter die besten fünf.
Außerdem stellte die Filmreihe auf der San Diego Comic-Con International den Weltrekord als „Erfolgreichste Horror-Film-Serie“ und bekam damit einen Eintrag im Guinness-Buch der Rekorde.

## Einordnung
Der Kommunikationswissenschaftler Christopher Sharrett ordnet die Filmreihe zusammen mit Eli Roths Hostel in das Genre des Folterpornos ein: Die Handlung und auch die letztlich hohle Moral böten lediglich einen Vorwand dazu, einem männlichen Publikum im Adoleszenzalter quälend ausführliche Darstellungen verschiedenster Folterungen vorzuführen. Damit gebe die Reihe den psychologischen Gehalt und die subversive Sozialkritik auf, die bedeutende Werke des Horrorfilms wie Roman Polanskis Rosemaries Baby oder George A. Romeros Die Nacht der lebenden Toten zeigten. Dadurch werde das Genre verarmt, Saw-Filme seien insofern reaktionär.

## Videospiele & sonstige Medien
Im November 2009 veröffentlichte der Publisher Konami das Survival-Horrorspiel Saw: The Game. Zombie Studios entwickelte das Spiel für PC und Konsolen. Der Charakter muss sich dabei in Gestalt von Detective Tapp durch die Gänge einer verlassenen Irrenanstalt kämpfen, die von Jigsaw mit tödlichen Fallen versehen wurde. Die Fortsetzung Saw II: Flesh & Blood erschien am 19. Oktober 2010.
Neben den Videospielen existieren noch zahlreiche CDs mit den jeweiligen Soundtracks zu den Filmen, ein Comic mit dem Namen Saw: Rebirth, welcher ein Prequel zum originalen Saw-Film darstellen soll und zusammen mit Saw II erschien, sowie ein Online-Klick-Adventure-Spiel mit dem Namen Saw: Das Spiel.
David Tapp und Amanda Young sind Teil des herunterladbaren „Saw-Chapters“ des Videospiels Dead by Daylight.
Saw: The Game
- GamingXP: 76 %

Da laut GamingXP im Vergleich zu vielen anderen Spielen, deren Ursprung ein Film ist, „SAW“ ziemlich gut gelungen ist. Leider machen kleine Mängel und die durchschnittliche Grafik das Spiel allerdings nicht gerade zu einem Toptitel.
Saw II: Flesh & Blood
- GamingXP: 72 %

Für GamingXP macht die Spielumsetzung „Saw II“ soweit alles richtig, und bis auf einige wenige technische Feinheiten sei dieses Spiel sogar den Nichtkennern des Films zu empfehlen. Tobin Bell wurde hervorragend implementiert, die Stimmung passt ganz gut, und auf Überraschungsschocks wurde weitestgehend verzichtet. Fans der Saw-Reihe sollten sich „Saw II“ unbedingt ansehen, allen anderen kann auf jeden Fall ein Probespielen ans Herz gelegt werden.
2021 brachte Tobias Hohmann das Buch Inside Saw heraus, das einen ausführlichen Einblick in die Entstehungsgeschichte der bis dahin erschienenen neun Filme wirft.